# 焦亚-代马西
焦亚-代马西（義大利語：Gioia dei Marsi），是意大利阿布鲁佐大区拉奎拉省的一个市镇。总面积63.44平方公里，人口2246人，人口密度35.4人/平方公里（2009年）。ISTAT代码为066046。